# Hexing (sockenhuvudort i Kina, Henan Sheng, lat 33,22, long 113,98)
Hexing är en sockenhuvudort i Kina. Den ligger i provinsen Henan, i den centrala delen av landet, omkring 170 kilometer söder om provinshuvudstaden Zhengzhou. Antalet invånare är 57 331. Befolkningen består av 28 918 kvinnor och 28 413 män. Barn under 15 år utgör 20,0 %, vuxna 15-64 år 68 %, och äldre över 65 år 10,0 %.
Runt Hexing är det mycket tätbefolkat, med 1 573 invånare per kvadratkilometer. Hexing är det största samhället i trakten. Trakten runt Hexing består till största delen av jordbruksmark.
Genomsnittlig årsnederbörd är 984 millimeter. Den regnigaste månaden är augusti, med i genomsnitt 180 mm nederbörd, och den torraste är januari, med 10 mm nederbörd.